# Jan Koelichen

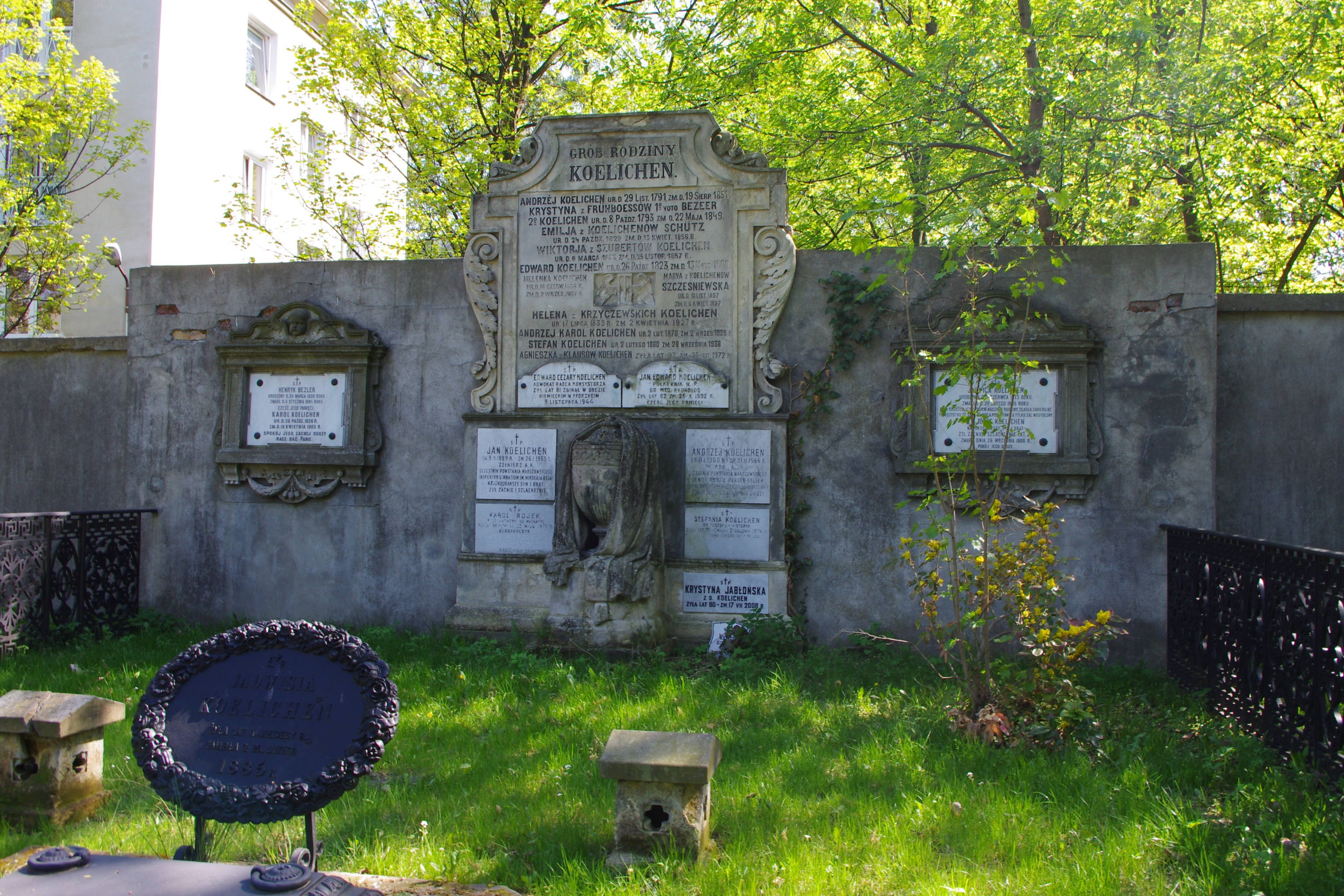
Grób neurologa Jana Koelichena na Cmentarzu ewangelicko-augsburskim w Warszawie

Jan Edward Koelichen (ur. 14 października 1871 w Warszawie, zm. 26 października 1952 tamże) – polski lekarz neurolog, pułkownik lekarz Wojska Polskiego.

## Życiorys
Urodził się w rodzinie Karola Emila (1826–1902) i Heleny z Krzyczewskich (1839–1927). Miał pięcioro rodzeństwa, w tym dwóch starszych braci: Edwarda Cezarego (1863–1944), adwokata, Karola Andrzeja (1870–1929), inżyniera chemika. W 1892 roku ukończył ośmioklasowe V Rządowe Męskie Gimnazjum Filologiczne w Warszawie. W 1899 ukończył studia na Wydziale Lekarskim Cesarskiego Uniwersytetu Warszawskiego. Następnie przez dwa lata pracował na oddziale chorób wewnętrznych Szpitala Dzieciątka Jezus w Warszawie, kierowanym przez Władysława Janowskiego. W tym czasie zaczyna się interesować neurologią i chorobami nerwowymi i rozpoczyna studia naukowe w prywatnej pracowni Edwarda Flatau w Warszawie. W 1901 roku wyjechał do Berlina, gdzie przez dwa lata pracował w poliklinice Oppenheima i Mendla. Studiował u Kraepelina w klinice umysłowo chorych w Heidelbergu i w klinice Erba, prowadzonej przez Hoffmanna. Od 1903 do 1906 pracował na oddziale neurologicznym Edwarda Flataua w szpitalu starozakonnych na Czystem, gdzie publikował  szereg prac nad schorzeniami rdzenia. Od roku 1906 do 1914 prowadził przychodnię dla nerwowo chorych w Szpitalu Ewangelickim. W czasie wojny od 1914 roku pracował w Lazarecie Miejskim dla rannych od chwili wejścia Niemców. Od 1915 roku do 1918 prowadził badania laboratoryjne nad drogami chłonnymi w układzie nerwowym w pracowni neurologicznej Towarzystwa Naukowego Warszawskiego, prowadzonej przez Flataua na Śniadeckich (Kalista) 8.
Z dniem 13 grudnia 1918 został przyjęty do Wojska Polskiego w charakterze lekarza wojskowego, w stopniu kapitana. W latach 1918–1928 był ordynatorem Oddziału Chorób Nerwowych w Szpitalu Ujazdowskim w Warszawie, a następnie w Szpitalu Okręgowym Nr I w Warszawie. Jednocześnie, od początku 1920, był redaktorem naczelnym czasopisma „Lekarz Wojskowy”. 3 maja 1922 został zweryfikowany w stopniu pułkownika ze starszeństwem z 1 czerwca 1919 i 45. lokatą w korpusie oficerów sanitarnych, grupa lekarzy. Pełniąc służbę w szpitalu pozostawał na ewidencji Kompanii Zapasowej Sanitarnej Nr I, a od 1921 - 1 Batalionu Sanitarnego. W 1934 pozostawał na ewidencji Powiatowej Komendy Uzupełnień Warszawa-Miasto. Jako oficer stanu spoczynku posiadał przydział mobilizacyjny do Kadry Zapasowej Szpitala Okręgowego Nr I.
Był jednym z założycieli Warszawskiego Towarzystwa Neurologicznego i pisma Neurologia Polska. W latach 30. był ordynatorem w Szpitalu Ewangelickim Zboru Ewangelicko-Augsburskiego w Warszawie przy ulicy Karmelickiej 10. Mieszkał wówczas przy Alei Frascati 2.
Został pochowany na cmentarzu ewangelicko-augsburskim w Warszawie (aleja F, grób 76).

## Ordery i odznaczenia
- Krzyż Kawalerski Orderu Odrodzenia Polski (1928)
- Złoty Krzyż Zasługi (dwukrotnie: 10 listopada 1928[11], 22 sierpnia 1939[12])